# 劉世昌 (嘉靖進士)
劉世昌（1530年—？），字仲積，號驪峰，陝西西安府高陵縣人，民籍，明朝政治人物。

## 生平
嘉靖三十四年（1555年）陝西鄉試第五十七名舉人。嘉靖三十五年（1556年）聯捷丙辰科會試第二百九十五名，三甲第一百一十三名進士。工部观政，授四川重庆府推官，三十九年復除太原府，四十一年十一月选授兵科给事中，四十二年降广西平南典史，四十三年升懷慶府推官，四十四年升南京兵部主事，四十五年升员外、郎中，隆慶元年（1567年）升山东青州府知府，丁母忧。起调山西平陽府知府，六年十一月升山西按察司副使，驻扎井陉。萬曆二年（1574年）二月升辽东苑马寺卿。

## 家族
曾祖劉昇，所大使；祖父劉鏜；父劉朝用，贈南京兵部郎中；母李氏，封太安人。兄世榮、世華、弟世遠、世寧。